# Lëvizja për Zhvillim Kombëtar
Lëvizja për Zhvillim Kombëtar (albanisch für Bewegung für nationale Entwicklung; Akronym: LZHK) ist eine mitte-rechts-gerichtete politische Partei in Albanien.
Die Partei wurde 2004 als Koalition von fünf Parteien unter der Führung von Königssohn Leka Zogu gegründet. Dashamir Shehi, bis heute Parteivorsitzender, registrierte die Vereinigung als politische Partei im Oktober 2005.
Trotz Allianz mit der Partia Demokratike e Shqipërisë (PD) seit der ersten Wahl konnte lange keine Erfolge erzielt werden. Bei den ersten Wahlen im Jahr 2005 erreichte die Partei die Wahlhürde nicht. Erst bei der Parlamentswahl 2021 konnte die Lëvizja për Zhvillim Kombëtar als Teil der großen Koalition „Partia Demokratike – Aleanca për Ndryshim“ (PD-AN), einem Zusammenschluss von zahlreichen kleinen Parteien mit der PD, einen Sitz gewinnen – ohne als eigenständige Partei wählbar zu sein. Dashamir Shehi erhielt im Qark Tirana 5436 Stimmen und wurde als 13. von 15 Abgeordneten der PD-AN ins Parlament gewählt.